# Sylvia Tamale
Sylvia Rosila Tamale és una professora ugandesa, activista pels drets humans a Uganda. Fou la primera degana de la Facultat de Lleis de la Universitat Makerere, d'Uganda.

## Educació
Es va llicenciar per la Universitat de Makerere, feu un màster de Lleis per l'Escola de Lleis de Harvard, i un doctorat en sociologia i estudis feministes per la Universitat de Minnesota el 1997. Va rebre el Diploma en Pràctica Legal del Centre de Desenvolupament de Lleis de Kampala, el 1990.

## Carrera acadèmica
Ha estat professora visitant en l'Institut de Gènere africà de la Universitat de Ciutat del Cap i becària visitant en la Universitat de Wisconsin. El 2003 fou condemnada pels conservadors ugandesos per proposar que gais i lesbianes s'incloguessen en la definició de "minoria". Ha estat degana de la Facultat de Lleis i Jurisprudència de Makerere, a la Universitat a Kampala, del 2004 al 2008.

## Premis
Del 1993 al 1997, rebé una beca Fulbright-MacArthur per a fer estudis a Harvard. El 2003, guanyà el Premi de la Universitat de Minnesota en Lideratge Distingit Internacional pel seu treball en la universitat. El 2004, li donaren l'Akina Mama wa Afrika, un d'internacional, panafricà, el desenvolupament no governamental, l'organització per a dones africanes al Regne Unit amb seu africana a Kampala, Uganda. El 2004, fou reconeguda per associacions feministes d'Uganda, pel seu activisme pels drets humans. El 28 d'octubre del 2016, fou la primera professora ugandesa que feu una conferència d'inauguració, titulada Nudity, Protests & the Law, inspirada en la protesta nua de Stella Nyanzi a la Universitat de Makerere.

## Algunes publicacions
- 1999, Quan les gallines es fan corbs: gènere i política parlamentària a Uganda[10]
- 2006, Feminisme africà: com podem canviar?"[11]
- 2011 Sexualitats africanes: un lector[12]